# Vinçenc Prennushi
Vinçenc Prennushi właśc. Kolë Vinçenc Prennushi (ur. 4 września 1885 w Szkodrze, zm. 19 marca 1949 w Durrësie) – albański biskup katolicki, poeta i tłumacz, błogosławiony Kościoła katolickiego.

## Życiorys
Był synem kupca Gjona Prendushiego i Drany z d. Markaj. We wczesnej młodości związał się z albańskim ruchem narodowym, za co został uwięziony przez władze osmańskie. Po uwolnieniu uczył się w Szkodrze, a następnie wyjechał do Salzburga, gdzie studiował filozofię i teologię. Po studiach wstąpił w 1900 do zakonu franciszkanów, a 25 marca 1908 w Tyrolu odprawił mszę prymicyjną.
Od 1908 pełnił funkcję dyrektora wydawnictwa franciszkańskiego, potem kierował szkołą w Szkodrze. W latach 1929–1935 sprawował godność prowincjała zakonu.
19 marca 1936 w 28 rocznicę święceń kapłańskich został wyświęcony na biskupa, metropolitę diecezji Sapa. Funkcję tę pełnił do 1940, kiedy został arcybiskupem, metropolitą archidiecezji Durrës - Tirana. Po śmierci abp Gaspera Thaçiego w 1946, przejął po nim obowiązki prymasa Albanii. W rozmowie z władzami komunistycznymi, odmówił zerwania ze Stolicą Apostolską i pełnego podporządkowania nowym władzom Albanii. Aresztowany 19 maja 1947 przez funkcjonariuszy Sigurimi, stanął przed sądem wojskowym i został skazany na karę 10 lat więzienia, pod zarzutem szpiegostwa i kolaboracji z okupantami włoskimi. Karę odbywał w więzieniu w Durrësie, gdzie mimo słabego zdrowia został zmuszony do ciężkiej pracy fizycznej. Zmarł w więzieniu w wyniku tortur. Jego doczesne szczątki umieszczono w kościele w Durrësie, skąd w 1967 zostały przeniesione na cmentarz miejski.
W swoim życiu napisał kilkanaście dzieł – od tomików wierszy, biografistyki, katechez, po zbiory esejów o tematyce polityczno-społecznej. Doskonała znajomość języka niemieckiego pozwoliła mu na tłumaczenie klasyków niemieckiego romantyzmu, lecz większość tłumaczeń pozostała w rękopisie. Był także współredaktorem pism katolickich – Hylli i Dritës oraz Zani i Shen Ndout. Przez całe życie zbierał teksty albańskich pieśni ludowych.
Jego beatyfikacja wraz z 37 towarzyszami odbyła się 5 listopada 2016 roku w Szkodrze, a uroczystościom przewodniczył kardynał Angelo Amato. Beatyfikacja duchownych, którzy zginęli "in odium fidei" została zaaprobowana przez papieża Franciszka 26 kwietnia 2016. Imię Prennushiego nosi jedna z ulic w Durrësie.

## Dzieła
- 1911: Visari Komtar (Skarb Narodowy)
- 1916: Nje lule miradijet mbi lter te Shna Ndout (Cudowne ziele na ołtarzu Św. Antoniego)
- 1922: Nder lamije te demokracise se vertete (O zaletach prawdziwej demokracji)
- 1922: Hijeve te Cukalit (Cienie Cukali)
- 1925: Gjeth e lule (Liście i kwiaty)
- 1925: Urate mbretneshes se Shenjtes Rruzare te Pompeit